# Viktor Vernikos
Viktor Vernikos Jørgensen (grško Βίκτωρ Βερνίκος Γιούργκενσεν), grški pevec in besedilopisec * 23. oktober 2006.

## Zgodnje življenje
Viktor Vernikos se je rodil oktobra 2006 v Atenah očetu Dancu in mami Grkinji.  Pri štirih letih se je začel učiti klavir, pri osmih petje, pri desetih pa kitaro. Svoje pesmi je začel pisati pri enajstih letih. 

## Kariera
Dne 28. decembra 2022 je bilo razkrito, da je njegova pesem »What They Say« v ožjem izboru za predstavnika Grčije na tekmovanju za Pesem Evrovizije 2023.  Vernikos je pesem napisal pri 14 letih. 
Dne 30. januarja 2023 je ERT objavil, da je bil Vernikos izbran za predstavnika Grčije na Pesmi Evrovizije 2023. Viktor Vernikos je takrat postal najmlajši predstavnik Grčije na tem tekmovanju.  Nastopil je v drugem polfinalu, a se ni uvrstil v veliki finale, s 14 točkami je zasedel 13. mesto. 

## Zasebno življenje
Viktor prihaja iz zelo bogate in vplivne družine milijarderjev, lastnikov ladijskih podjetij in politikov. 

## Diskografija

### Pesmi
- »Apart« (2020)
- »Fake Club« (2021)
- »Hope It’s In Heaven« (2021)
- »Youthful Eyes« (2022)
- »Mean Tov (2022)
- »Out Of This World« (2022)
- »Brutally Honest With You« (2022)
- »What They Say« (2023)
- »The 968 Paradox« (2023)
- »Fading« (2024)
- »Enemy Lines« (2024)